# 克里斯托弗酒店

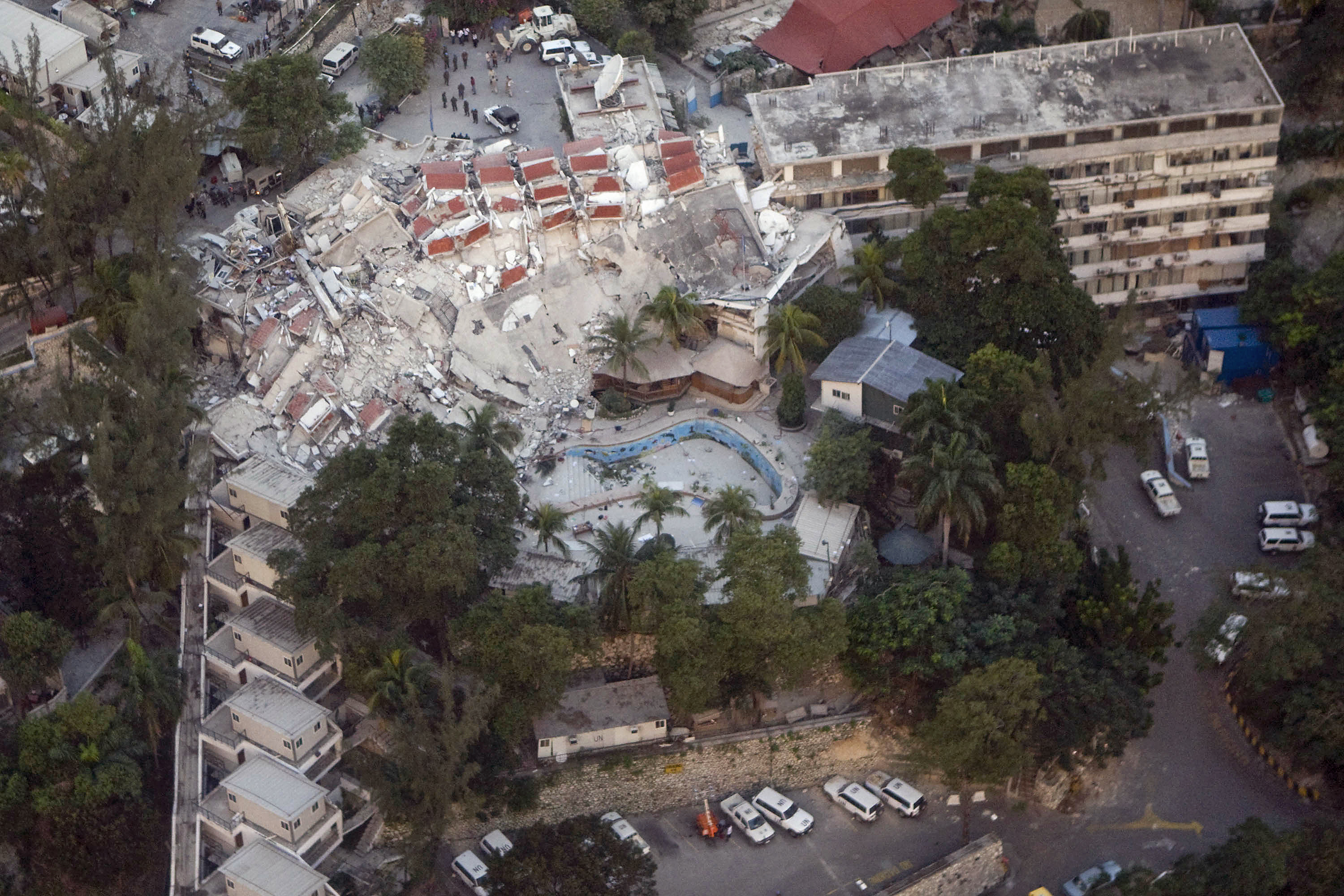
2010年1月12日地震後的克里斯托弗酒店。

克里斯托弗酒店（the Christopher Hotel）是一座位于海地首都太子港的酒店。该酒店在2010年1月12日发生的地震中遭到摧毁。
在遭到地震破坏之前，这是一家拥有74间客房的三星级酒店，建在一座小山坡上，可以俯瞰海地首都太子港景色。因该酒店建筑没有达到联合国的最低业务安全标准（英文：the UN's Minimum Operational Saftey Standard，简称：MOSS）的要求，由联合国投资40万美元正在对酒店进行升级改造装修，直至地震发生，改造装修仍在进行中。

## 历史
1993年，当时的太子港市长埃文斯·保罗（Evans Paul），在克里斯托弗酒店成功逃脱了对他的的暗杀企图。
1999年，海地政治派别海地公民政治阵线（the Haitian Civic Political Front）成立，并在克里斯托弗酒店举行了第一次代表大会。
2005年，一名菲律宾籍联合国维和人员在该酒店遭到狙击手枪杀。
地震前的4年中，联合国海地稳定特派团（联海稳定团）在海地的办公总部一直设在该酒店内。2004年该地点就被选定为联海稳定团总部所在地，联合国为此需每月支付94,000美元租金。

## 损毁
2010年1月12日，海地发生里氏震级7.0强烈地震，导致酒店完全倒塌，造成重大人员伤亡和财产损失，其中大部分伤亡人员为联合国工作人员及为联合国工作的海地当地雇员。包括联合国海地特派团团长突尼斯人赫迪·阿纳比（英文：Hédi Annabi）、副团长巴西人路易斯·卡洛斯·达科·斯塔（英文：Luiz Carlos da Costa）、加拿大皇家骑警警司道格·高特斯（英文：Doug Coates）、8名参与维和行动的中国人员，均在此处不幸遇难，另外有约150名在酒店工作的联合国雇员失踪，据信极有可能仍然被埋在酒店废墟内。
派往海地救援的中国国际救援队总领队黄建发1月16日宣布，被埋在该酒店瓦砾堆中的8名中国方面失踪维和人员遗体全部找到，按遗体发现的先后顺序分别为：
1. 王树林（海地时间16日3时30分，公安部装备财务局调研员）
2. 钟荐勤（海地时间16日7时12分，中国驻海地维和警察防暴队员）
3. 李钦（海地时间16日11时07分，中国驻海地维和警察防暴队政委）
4. 郭宝山（海地时间16日11时35分，公安部国际合作局副局长）
5. 和志虹（女性，海地时间16日11时58分，中国驻海地维和警察防暴队员）
6. 李晓明（海地时间16日12时03分，公安部国际合作局维和警察工作处主任科员）
7. 赵化宇（海地时间16日14时38分，中国驻海地维和警队队长）
8. 朱晓平（海地时间16日14时58分，公安部装备财物局局长）